# Patrik Fahlgren
Patrik Fahlgren (* 27. Juni 1985 in Partille) ist ein ehemaliger schwedischer Handballspieler, der als Handballtrainer bei Hammarby IF HF tätig ist.
Von 1992 bis 2009 spielte der Rückraumspieler beim schwedischen Verein IK Sävehof und wurde mit diesem 2004 und 2005 schwedischer Meister. Von 2009 bis 2011 war er bei der SG Flensburg-Handewitt engagiert. 2011 erreichte er im DHB-Pokal das Finale. Ab der Saison 2011/12 spielte er bei der MT Melsungen, mit der er 2014 das Final Four im DHB-Pokal erreichte. Seit dem Sommer 2017 läuft er für den schwedischen Verein Hammarby IF HF auf. Dort wurde er ein Jahr später Spielertrainer. 2019 trat er mit Hammarby den Gang in die Zweitklassigkeit an. Anschließend konzentrierte er sich auf seine Trainertätigkeit und führte die Mannschaft im Jahr 2021 zurück in die Erstklassigkeit. Seit dem Oktober 2024 ist er zusätzlich als Co-Trainer der schwedischen Nationalmannschaft tätig.
Fahlgren absolvierte 53 Länderspiele für Schweden, in denen er 68 Treffer erzielte. Er nahm an der Weltmeisterschaft 2009 in Kroatien teil. Bei der Europameisterschaft 2010 belegte er den 15. Platz mit der Auswahl.
Patrik Fahlgren war mit Johanna Ahlm, einer erfolgreichen schwedischen Handballspielerin, liiert.

## Bundesligabilanz
| Saison    | Verein                 | Spielklasse | Spiele | Tore | 7-Meter | Feldtore |
| --------- | ---------------------- | ----------- | ------ | ---- | ------- | -------- |
| 2009/10   | SG Flensburg-Handewitt | Bundesliga  | 34     | 40   | 0       | 40       |
| 2010/11   | SG Flensburg-Handewitt | Bundesliga  | 34     | 70   | 3       | 67       |
| 2011/12   | MT Melsungen           | Bundesliga  | 25     | 84   | 0       | 84       |
| 2012/13   | MT Melsungen           | Bundesliga  | 25     | 102  | 0       | 102      |
| 2013/14   | MT Melsungen           | Bundesliga  | 34     | 103  | 0       | 103      |
| 2009–2014 | gesamt                 | Bundesliga  | 152    | 399  | 3       | 396      |